# اولگا استولنووا
اولگا استولنووا (روسی: Ольга Олеговна Фёдорова؛ زادهٔ july ۱۴, ۱۹۸۳ (۴۱ سال)) ورزشکار بابسلد اهل روسیه است.